# Ici Pays de Savoie
 (décembre 2017).
Ici Pays de Savoie, anciennement France Bleu Pays de Savoie, est l'une des stations de radio généralistes du réseau Ici de Radio France basée à Chambéry (Savoie). Elle a pour zone de service les départements de la Savoie, de la Haute-Savoie mais couvre également l'Ain. Elle est reçue à Genève, Lyon et dans une partie des départements de la Drôme, de l'Isère, du Jura et de Saône-et-Loire.

## Historique
Radio France Savoie démarre le 31 mai 1988.
En février 1992, Radio France Savoie est la radio officielle des JO d'Albertville. Pour l'événement la radio publique se renomme Radio France Savoie Info 92 avec 16 heures de directs quotidiens entre 5 h et 23 h.
L'année 1992 passée, elle est rebaptisée Radio France Pays de Savoie pour souligner qu'elle s'adresse non seulement à la Savoie mais aussi à la Haute-Savoie et à l'avant pays savoyards (dans le département de l'Ain).
Le 4 septembre 2000, les radios locales de Radio France sont réunies en réseau (France Bleu); elle devient France Bleu Pays de Savoie.

## Équipes locales
La direction de France Bleu Pays de Savoie encadre une équipe d'une quinzaine de journalistes et d'animateurs radio.

### Direction
- Directrice : Hervé Lutin
- Rédacteur en chef : Jonathan Landais
- Responsable des programmes : Jérôme Orcet
- Responsable technique : Guillaume Zorga

## Diffusion
France Bleu Pays de Savoie diffuse ses programmes sur la bande FM en utilisant, selon les zones géographiques, les fréquences d'émissions qui figurent ci-dessous, lesquelles peuvent être obtenues en utilisant le site Internet du CSA :
En Savoie :
- Chambéry - Aix-les-Bains : 103,9 MHz
- Albertville : 103,9 MHz
- La Rochette : 106,2 MHz
- Aiguebelle : 104,1 MHz
- Epierre : 105,3 MHz
- La Chambre : 103,9 MHz
- Saint-Jean-de-Maurienne : 103,6 MHz
- Saint-Michel-de-Maurienne : 103,8 MHz
- Modane : 103,6 MHz
- Bessans : 106,1 MHz
- Aussois : 105,6 MHz
- Lanslebourg-Mont-Cenis : 97,2 MHz
- Le Châtelard : 88,8 MHz
- Ecole : 93,7 MHz

En Haute-Savoie :
- Annecy : 95,2 MHz
- Chamonix-Mont-Blanc : 100,5 MHz
- Cluses : 107,3 MHz
- Combloux : 105,9 MHz
- Megève : 106,4 MHz
- Morzine : 103,6 MHz
- Saint-Jorioz : 103,3 MHz
- Sallanches : 105,9 MHz
- Thônes 105,3 MHz

Dans l'Ain :
- Belley : 103,9 MHz
- Gex : 106,1 MHz
- Oyonnax : 102,6 MHz

Remarque :
Une fois connu l'ensemble de ces émetteurs, qui figurent aussi sur le site de France Bleu, ce dernier permet de savoir quel est l'émetteur qui est sollicité pour atteindre telle ou telle commune. Par exemple, on apprend que Annemasse est accessible par l'émetteur de Gex 106,1 FM.

Depuis Décembre 2021, France Bleu Pays de Savoie diffuse en DAB+ sur les Zones de Chambéry, Annecy et Annemasse couvrant 834.000 habitants en Savoie et en Haute-Savoie par ce mode de diffusion.Sous le nom ICI Pays De Savoie.